# ディーン・アチソン
ディーン・グッダーハム・アチソン（英語：Dean Gooderham Acheson、1893年4月11日 - 1971年10月12日）は、アメリカ合衆国の政治家、弁護士。国務次官、国務次官補、国務長官を歴任した。
冷戦初期のアメリカの外交政策を形作り、「トルーマンよりもトルーマン・ドクトリンに、マーシャルよりもマーシャル・プランに対して責任を負った」と評される。

## 生涯
1893年4月11日にコネチカット州ミドルタウンで誕生した。父はイギリス生まれの牧師でアメリカに移住し、母はカナダ人であった。1912年にイェール大学に入学し、在学中は有名な秘密結社のスクロール・アンド・キーに入会した。1915年に大学を卒業後、ハーバード大学ロースクールに進学してフェリックス・フランクフルター教授に師事し、フランクフルターによってワシントンでの仕事を紹介される。1918年に大学院を修了後、1919年から1921年までルイス・ブランダイス最高裁判所判事の秘書を務める。
民主党の支持者としてワシントンD.C.の法律事務所で働いていたが、1933年5月にフランクリン・ルーズベルト政権で財務次官に任命された。だが11月には平価切り下げに反対して同職を辞任し、弁護士業に戻った。しかし1941年2月には経済担当国務次官補に再度任命され1945年8月まで同職を務め、1944年7月に開催された戦後の国際金融秩序を構想するブレトン・ウッズ会議に出席している。日本の降伏が間近な頃、天皇制は時代錯誤の危険な封建的制度であるとアチソン国務次官補は論じ、天皇制存続を認めたジョセフ・グルー国務次官と議論している。
1945年8月にトルーマン大統領によって国務次官に任命され、続く2年間に渡ってアチソンはトルーマン・ドクトリンとマーシャル・プランの立案に重要な役割を果たした。アチソンは革命の危険にある国々での共産主義の普及を停止させる最良の方法は、それらの国々の進歩的勢力と連携することであると主張した。

### 国務長官
1949年1月にジョージ・マーシャルの後任として、国務長官に就任した。アチソンは国務長官として共産主義の封じ込め政策を継続し、NATOの結成に尽力した。極東地域についても、1950年1月に日本・沖縄・フィリピン・アリューシャン列島に対する軍事侵略にアメリカは断固として反撃するとした「不後退防衛線（アチソン・ライン）」演説を示した。ただし、この演説は台湾・朝鮮半島・インドシナ半島など除外地域については明確な介入についての意思表示を行わなかったことから、朝鮮戦争の誘因になったとされている。同年1月にはアメリカは台湾不干渉声明も発表しており、台湾海峡を防衛するとして第7艦隊を派遣したのは朝鮮戦争開戦から2日後の同年6月27日だった。
アチソンの政策は受動的な封じ込めであり、共産主義陣営に対して積極的に攻勢をとらなかったとして、ジョセフ・マッカーシーをはじめとする共和党の急進的メンバーによって攻撃されることとなった。アチソンは封じ込めと宥和を同等視するアメリカ人達から嘲笑の的となった。1950年12月15日に下院の共和党は満場一致で彼の罷免を可決している。
国務省職員のアルジャー・ヒスが共産党員でソ連のスパイであると糾弾されると、ヒスを子供の頃から知っていたアチソンはヒスの無罪を確信し、密かに支援を与えていた。ヒスの偽証罪が確定した際にも彼を見捨てることは無いとコメントし、ジョセフ・マッカーシー上院議員によるマッカーシズムの燃え上がりに貢献してしまった。
更には朝鮮戦争におけるダグラス・マッカーサー将軍とハリー・S・トルーマン大統領の論争で大統領の側に付き、強硬派を狼狽させた。アチソンとトルーマンは戦争を朝鮮半島内に限定しようとしたが、マッカーサーは中華人民共和国への戦線拡大を要求し、大統領に解任された。
1953年1月に国務長官を退任し、1952年アメリカ合衆国大統領選挙に幻滅して弁護士業に戻った。その公的経歴は終了したが、その影響力は引き続いて保持された。アチソンの法律事務所はラファイエット公園を横切ったホワイトハウスに効果的に影響力を与えられる場所に置かれ、アチソンはこの事務所で多くの仕事をこなした。

### その後
アチソンはケネディ、ジョンソン、ニクソン政権への非公式アドバイザーに就任し、1962年10月のキューバ危機の発生時には助言を求めるジョン・F・ケネディ大統領によってExComに招かれた。1964年には大統領自由勲章を受章した。また、ベトナム戦争が激化した折にはリンドン・B・ジョンソン大統領に北ベトナムとの和平交渉を助言した。
1970年に国務省時代を回想したプレゼント・アット・ザ・クリエーション：マイ・イヤーズ・イン・ザ・ステート・デパートメント（Present at the Creation: My Years in the State Department）でピューリツァー賞を受賞した。1971年10月12日にメリーランド州サンディ・スプリングにて、78歳で死去した。トルーマン大統領図書館には、公人としてのアチソンの遺した文書類が保管されている。なお目録はホームページから確認できる。

## 家族
1917年5月にアリス・キャロライン・スタンリーと結婚し、3人の子女が誕生した。

## 著書
- A Democrat looks at His Party. (Harper, 1955).
- A Citizen looks at Congress. (H. Hamilton, 1957).
- Power and Diplomacy. (Harvard University Press, 1958).
- Present at the Creation :My Years in the State Department.(Norton, 1969).

『アチソン回顧録（1・2）』（吉沢清次郎訳, 恒文社, 1979年）
- Fragments of My Fleece. (Norton, 1971).
- This vast external Realm.(Norton, 1973).
- The Pattern of Responsibility edited by McGeorge Bundy. (A.M. Kelley, 1972).